# Holmesville

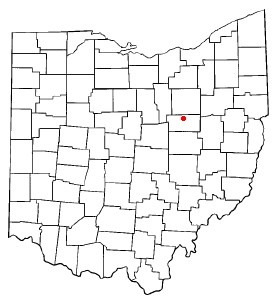
Holmesville na planie stanu Ohio

Holmesville – wieś w USA, w stanie Ohio, w hrabstwie Holmes.
Liczba mieszkańców w 2000 roku wynosiła 386.